# Rhacophorus aurantiventris
Rhacophorus aurantiventris es una especie de ranas que habita en la China.
Esta especie está en peligro de extinción por la pérdida de su hábitat natural.